# Keresztély
Keresztély est un prénom hongrois masculin.

## Étymologie
Forme hongroise ancienne du nom latin Christianus (en hongrois moderne keresztény, keresztyén « chrétien »). Cette forme a été remplacée à partir du XVIe siècle par la forme Krisztián issue plus directement du latin, et elle est aujourd'hui devenue rare mais est encore utilisée en hongrois pour les rois comme ceux du Danemark.

## Équivalents
- Krisztián
- Keresztes

## Fête
Les "Keresztély" se fêtent le 3 avril, le 27 juillet, le 12 novembre ou le 20 décembre.